# NewDES
NewDES és un algorisme de xifratge per blocs creat el 1984-1985 per Robert Scott. Malgrat el seu nom, no deriva de DES però es perfilava com un substitut més segur que aquest últim. Tanmateix aquest lloc ha estat conquerit per AES. El 1996, es va publicar una revisió de l'algorisme per oposar-se a una vulnerabilitat vinculada als atacs per clau emparentada, aquesta versió es designa NewDES-96. En 2004, Scott va publicar alguns comentaris a sci.crypt sobre les motivacions al darrere de NewDES i el que l'hauria portat després a fer-lo més robust.

## Funcionament
NewDES, contràriament a DES, no té permutacions binàries, el que el fa més fàcil d'implementar. Totes les operacions es fan a nivell dels octets, la granularitat és per tant més gran. Es tracta d'un xifratge per producte amb 17 rondes sobre un bloc de 64 bits. La clau és de 120 bits, una mida no habitual.
En cada ronda, la clau intermediària procedent del programa de claus executa un XOR amb un bloc de 8 bits de dades. Aquest resultat es transmet a través de la funció present a cada ronda, s'efectua llavors un altre XOR amb un altre bloc de 8 bits. En total s'efectuen 8 XOR per tractar els 64 bits del bloc. La funció de permutació, funció-f'', està basada sobre la Declaració d'Independència dels Estats Units d'Amèrica després d'una transformació algorísmica.
Cada parell de rondes utilitza claus intermediàries d'un octet, que es deriven a partir de la clau principal tallant-la en octets i efectuant una rotació de 56 bits per a les dues rondes següents.

## Criptoanàlisi de NewDES
S'ha fet poc treball de criptoanàlisi sobre NewDES. Robert Scott, el dissenyador, ha ensenyat que NewDES presenta un efecte allau complet després de 7 rondes (cada bit del missatge avaluat depèn de cada bit del text clar i de la clau).
NewDES té les mateixes propietats de complementarietat que DES:
{\displaystyle E_{K}(P)=C~}
llavors
{\displaystyle E_{\overline {K}}({\overline {P}})={\overline {C}}~}
amb {\displaystyle {\overline {K}}} el complement binari de K. Això significa que la complexitat d'una recerca exhaustiva es redueix per un factor 2.
Llavors Eli Biham té forjat un atac per clau emparentada que pot trencar l'algorisme amb 233 texts clars i claus escollits. Per tant, DES és més segur que NewDES.
John Kelsey, Bruce Schneier i David Wagner varen desenvolupar un altre atac en la línia de Biham que requereix 2³² texts clars i una clau emparentada. Per tant, NewDES no és un xifratge gaire segur, és preferible el Triple DES, l'AES o el Blowfish.
En resposta als primers atacs, Robert Scott va presentar una revisió del seu algorisme sobre sci.crypt. Si bé la modificació aplicada permet resoldre el primer problema (el criptoanàlisi de clau emparentada rotacional), introdueix una altra falla explotada en l'article de Schneier et al. amb el nom de criptoanàlisis de clau emparentada diferencial. A més, NewDES-96 presenta un efecte allau menys bo que la versió original.